# Lycoriella cochleata
Lycoriella cochleata là một ruồi trong họ Sciaridae, thuộc chi Lycoriella. Loài này được Rubsaamen miêu tả khoa học đầu tiên năm 1898.